# 啟業邨

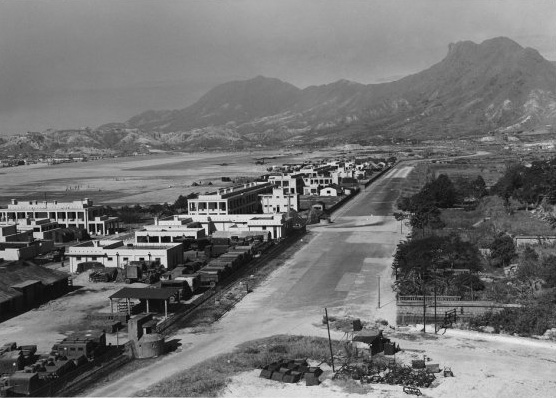
圖中大道為觀塘道，道路左邊為皇家空軍基地，即啟業邨前身（攝於1945年）

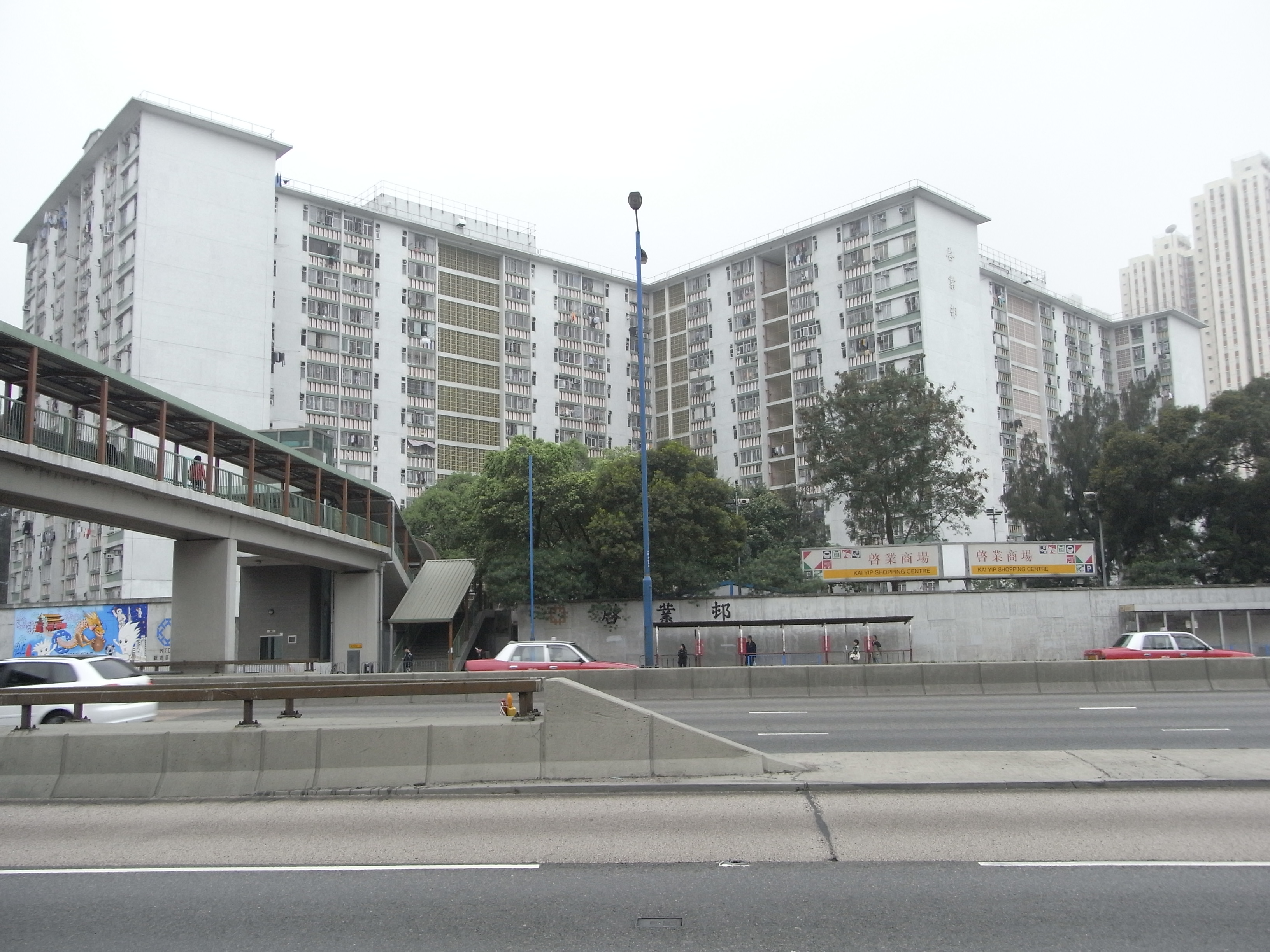
觀塘道向南望啟業邨

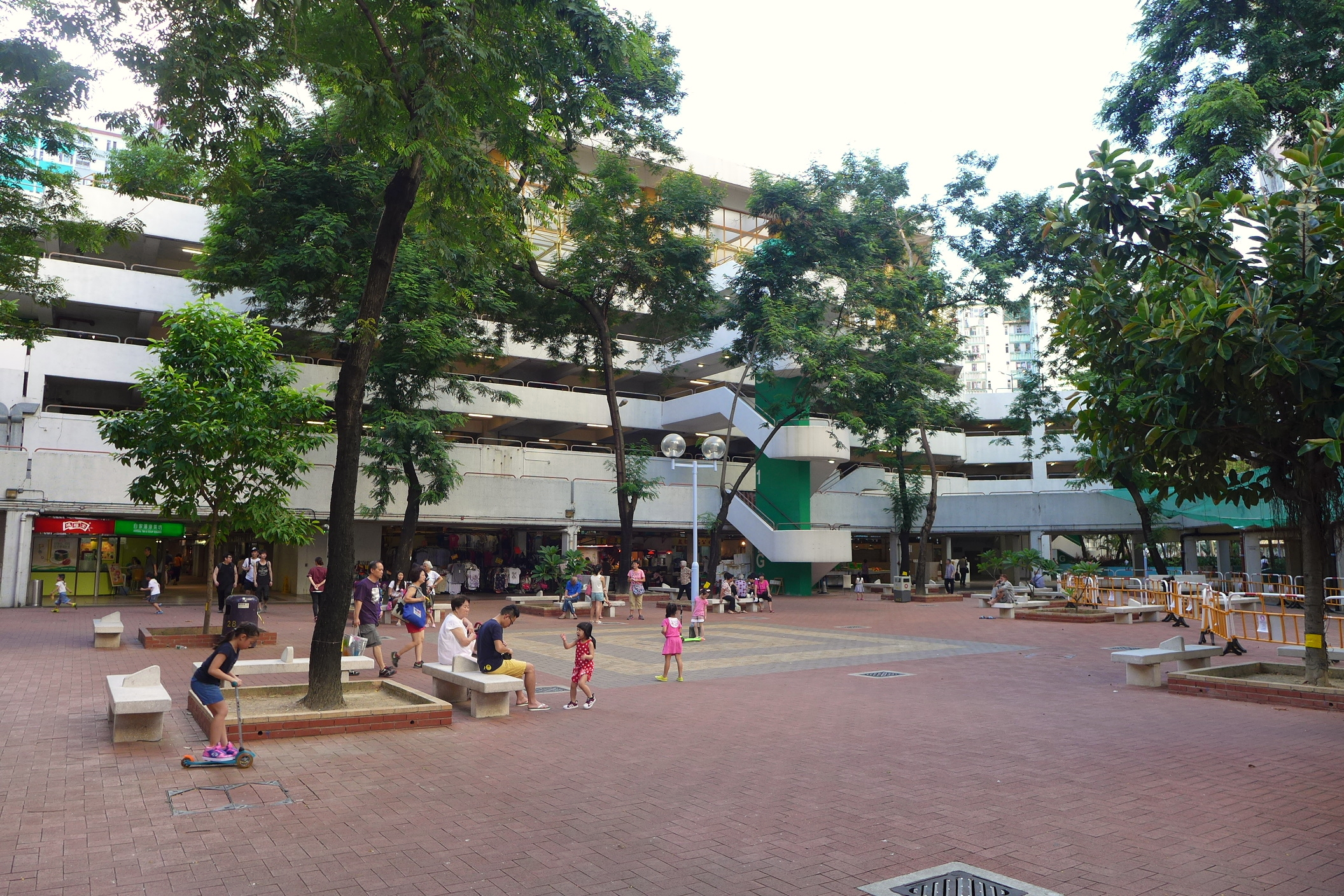
啟業邨戶外廣場

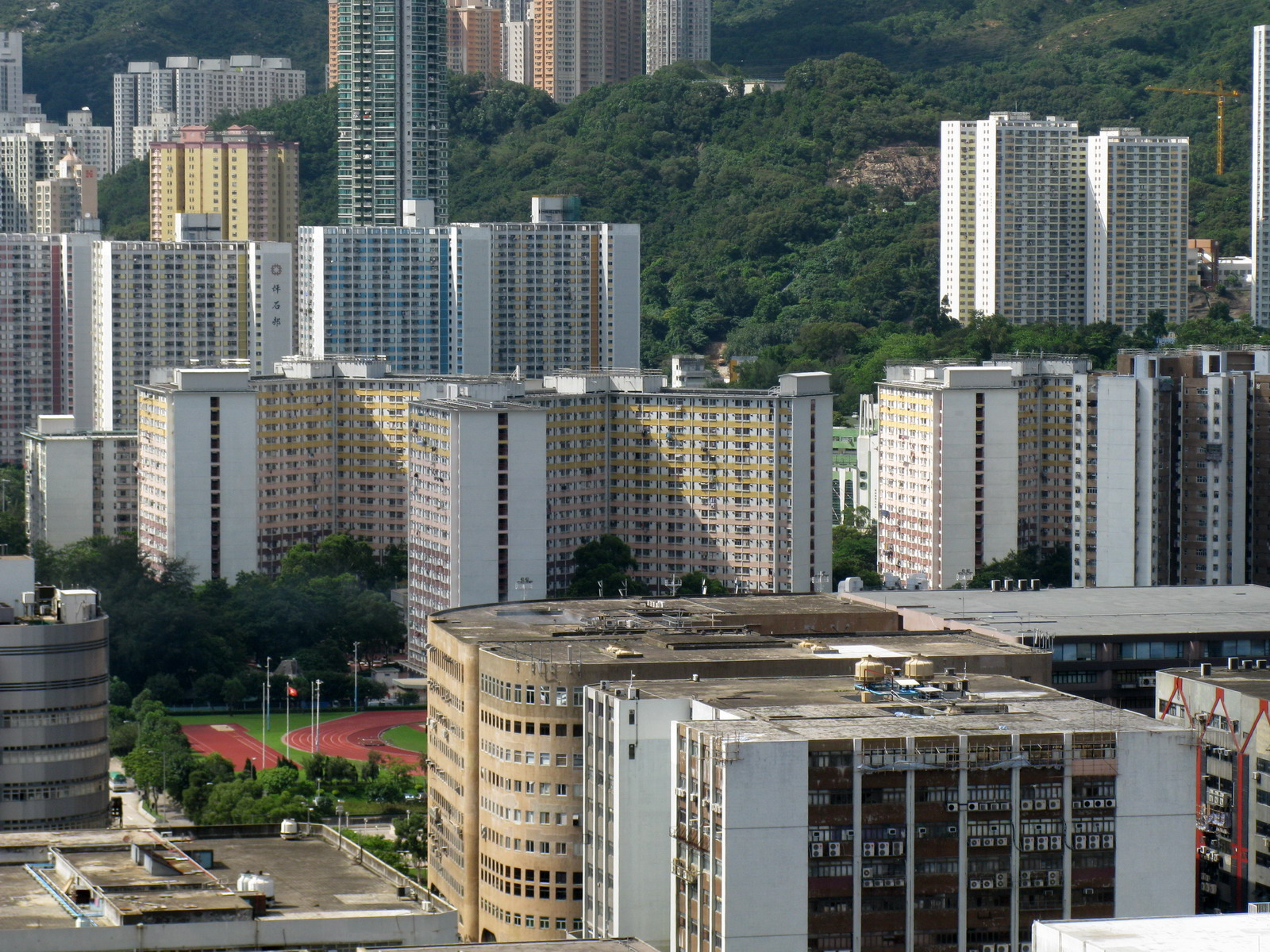
啟業邨及九龍灣一帶

啟業邨（英語：Kai Yip Estate）為公共屋邨，位於九龍灣麗晶花園對面，地址為啟業道18號，由房屋委員會及房屋署發展。
啟泰苑（英語：Kai Tai Court）是香港的一個居者有其屋屋苑，鄰近啟業邨，地址為啟業道28號，於1983年入伙，共有4座樓宇。屋苑原本為啟業邨二期，屬公共租住房屋地盤，及後改為興建舊十字型居屋規格樓宇出售。

## 歷史
啟業邨及啟泰苑的原址是前英國皇家空軍基地，從九龍灣填海得來。1927年，香港的皇家空軍基地正式啟用，當時納入其範圍的地區十分廣泛，包括衙前圍村以南和現時啟業邨、麗晶花園及觀塘繞道臨海一帶地方。
1978年，英國皇家空軍交出一半空軍基地，該部分用地自翌年起改建為啟業邨及啟泰苑。於興建初期，此邨曾命名為啟德邨（並非指啟德花園前身，位於黃大仙區的房協樓宇啟德邨），至後期才正名為啟業邨。此邨名字中的「啓」有啟德之意思，「業」字因為屋邨本身地理位置於偉業街及九龍灣工業區末端，同時具有作業之意思，意謂「作出新展望」。

## 屋邨資料

### 樓宇

#### 啟業邨
| 樓宇名稱（座號）         | 門牌號碼   | 樓宇類型                           | 落成年份 | 樓宇層數 | 每層伙數 | 每座單位總數（伙） | 承建商   | 翻新前的升降機品牌  | 翻新後的升降機品牌 |
| ------------------------ | ---------- | ---------------------------------- | -------- | -------- | -------- | ------------------ | -------- | ------------------- | ------------------ |
| 啟祥樓（A座） （英語：Kai Cheung House） | 啟業道18號 | 三座相連「I」字型                  | 1981年   | 13       | 27       | 351                | 德榮建築 | 東芝 CA11 (AC/2)    | 東芝 CV150 (VVVF)  |
| 啟寧樓（A座） （英語：Kai Ning House） | 啟業道18號 | 三座相連「I」字型                  | 1981年   | 13       | 27       | 351                | 德榮建築 | 東芝 CA11 (AC/2)    | 東芝 CV150 (VVVF)  |
| 啟盛樓（A座） （英語：Kai Shing House） | 啟業道18號 | 三座相連「I」字型                  | 1981年   | 13       | 27       | 351                | 德榮建築 | 東芝 CA11 (AC/2)    | 東芝 CV150 (VVVF)  |
| 啟賢樓（B座） （英語：Kai Yin House） | 啟業道18號 | 舊長型 （中央走廊式，連接F+連接C） | 1981年   | 18       | 60       | 1080               | 煥利建築 | 三菱電機 ACR (AC/2) | 東芝 CV150 (VVVF)  |
| 啟樂樓（C座） （英語：Kai Lok House） | 啟業道18號 | 舊長型 （中央走廊式，連接F+連接C） | 1981年   | 18       | 60       | 1080               | 煥利建築 | 三菱電機 ACR (AC/2) | 東芝 CV150 (VVVF)  |
| 啟裕樓（D座） （英語：Kai Yue House） | 啟業道18號 | 舊長型 （中央走廊式，連接F+連接C） | 1981年   | 18       | 60       | 1080               | 煥利建築 | 三菱電機 ACR (AC/2) | 東芝 CV150 (VVVF)  |

#### 啟泰苑[註 2]
| 樓宇名稱（座號）         | 門牌號碼   | 樓宇類型 | 落成年份 | 樓宇層數 | 每層伙數 | 每座單位數目（伙） | 承建商   | 提供升降機的廠商（更新前） | 提供升降機的廠商（更新後） |
| ------------------------ | ---------- | -------- | -------- | -------- | -------- | ------------------ | -------- | -------------------------- | -------------------------- |
| 啟邦閣（A座） （英語：Kai Pong House） | 啟業道28號 | 舊十字型 | 1983年   | 20       | 8        | 156                | 德榮建築 | 三菱電機 ACEE (ACVV)       | 蒂森克虜伯 GD (VVVF)       |
| 啟安閣（B座） （英語：Kai On House） | 啟業道28號 | 舊十字型 | 1983年   | 20       | 8        | 156                | 德榮建築 | 三菱電機 ACEE (ACVV)       | 蒂森克虜伯 GD (VVVF)       |
| 啟康閣（C座） （英語：Kai Hong House） | 啟業道28號 | 舊十字型 | 1983年   | 20       | 8        | 156                | 德榮建築 | 三菱電機 ACEE (ACVV)       | 蒂森克虜伯 GD (VVVF)       |
| 啟勳閣（D座） （英語：Kai Fan House） | 啟業道28號 | 舊十字型 | 1983年   | 20       | 8        | 156                | 德榮建築 | 三菱電機 ACEE (ACVV)       | 蒂森克虜伯 GD (VVVF)       |

## 邨內及社區設施
邨內提供康樂設施，包括籃球場、羽毛球場、社區會堂及兒童遊樂場。其中位於停車場天台，佔地2萬平方呎的啓業運動場，設羽毛球場和籃球場，其黃色鐵圍攔的設計，吸引不少攝影愛好者。2018年11月，由基滙資本成立的「民坊」宣佈與本地街頭籃球文化組織SLAB及社區設計工作室One Bite Social合作，並於同年11月19日起翻新。翻新後增設一個三人足球場和緩跑徑。同時將使用率偏低的羽毛球場改為兒童天地，期望成為有本土特色的街場。工程造價數百萬，於2019年1月竣工。

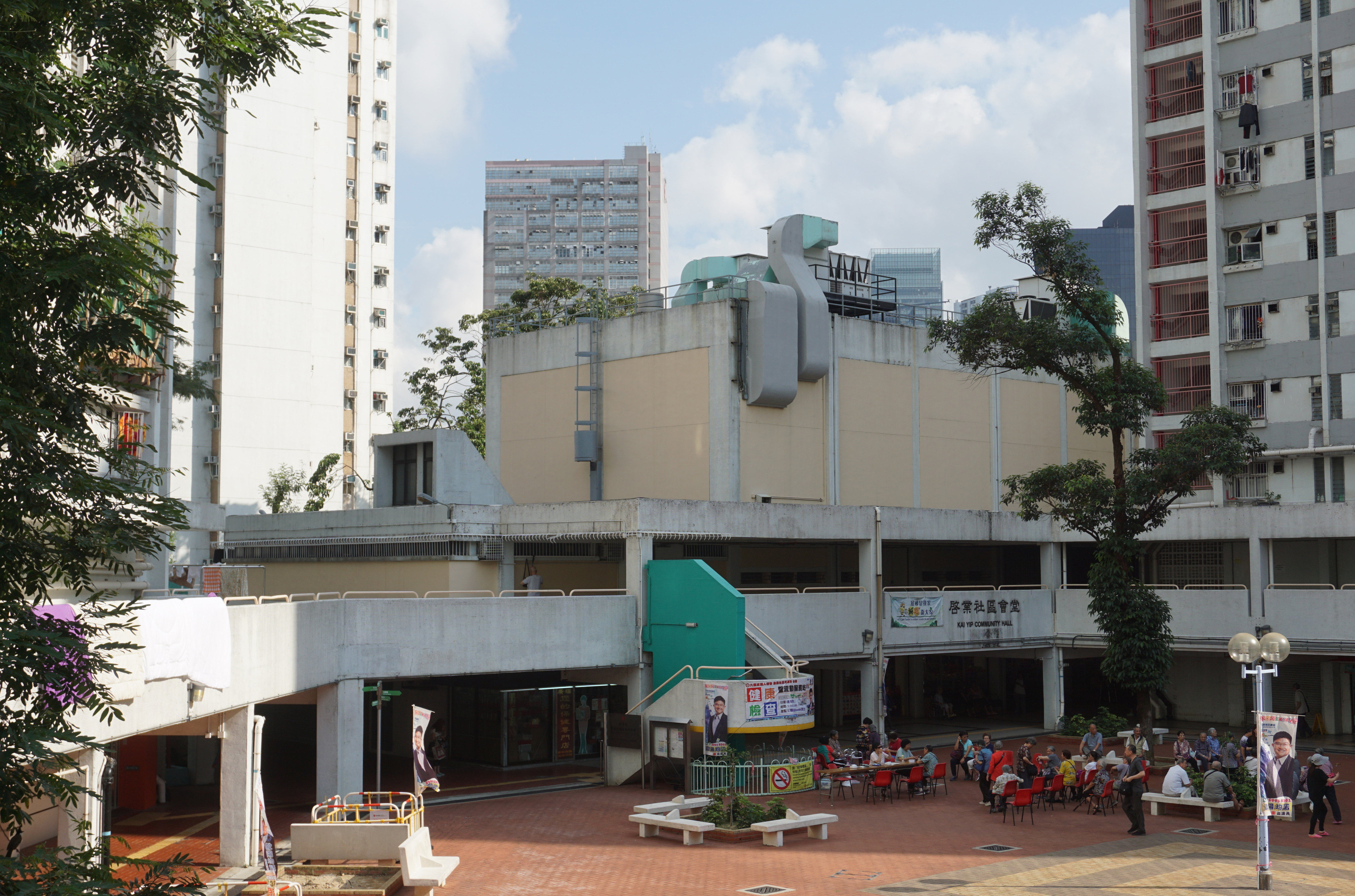
啟業社區會堂
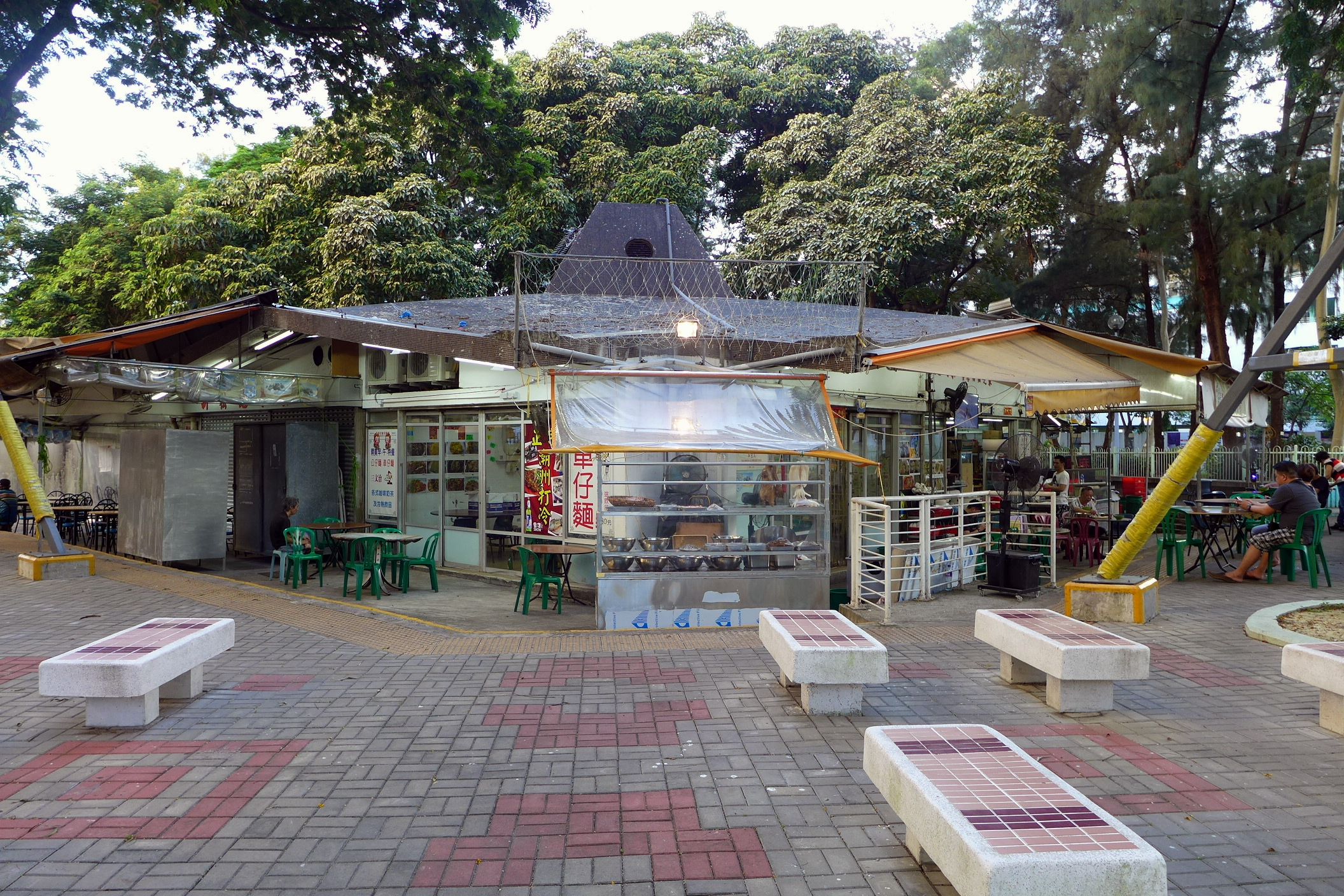
冬菇亭熟食檔
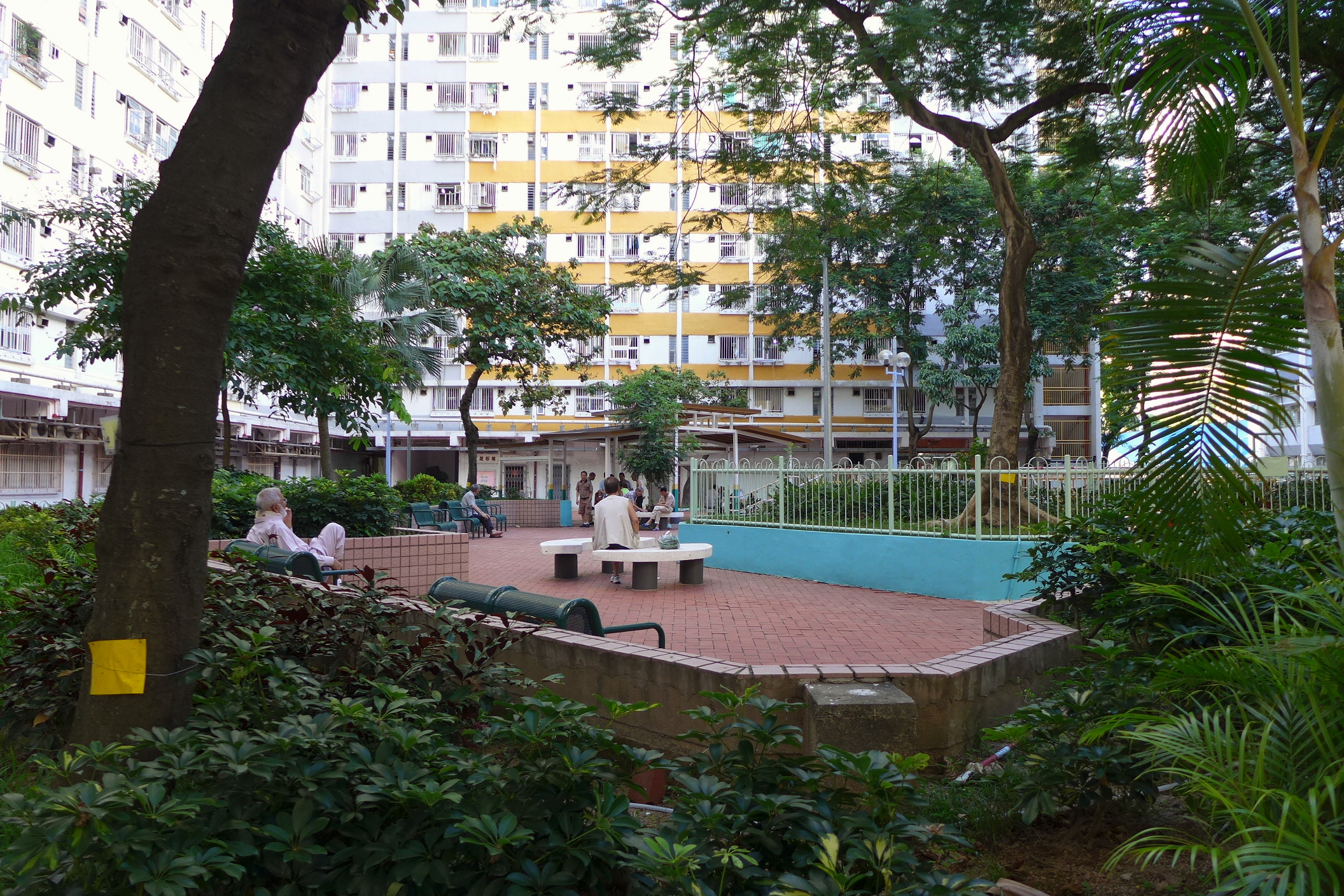
休憩空間
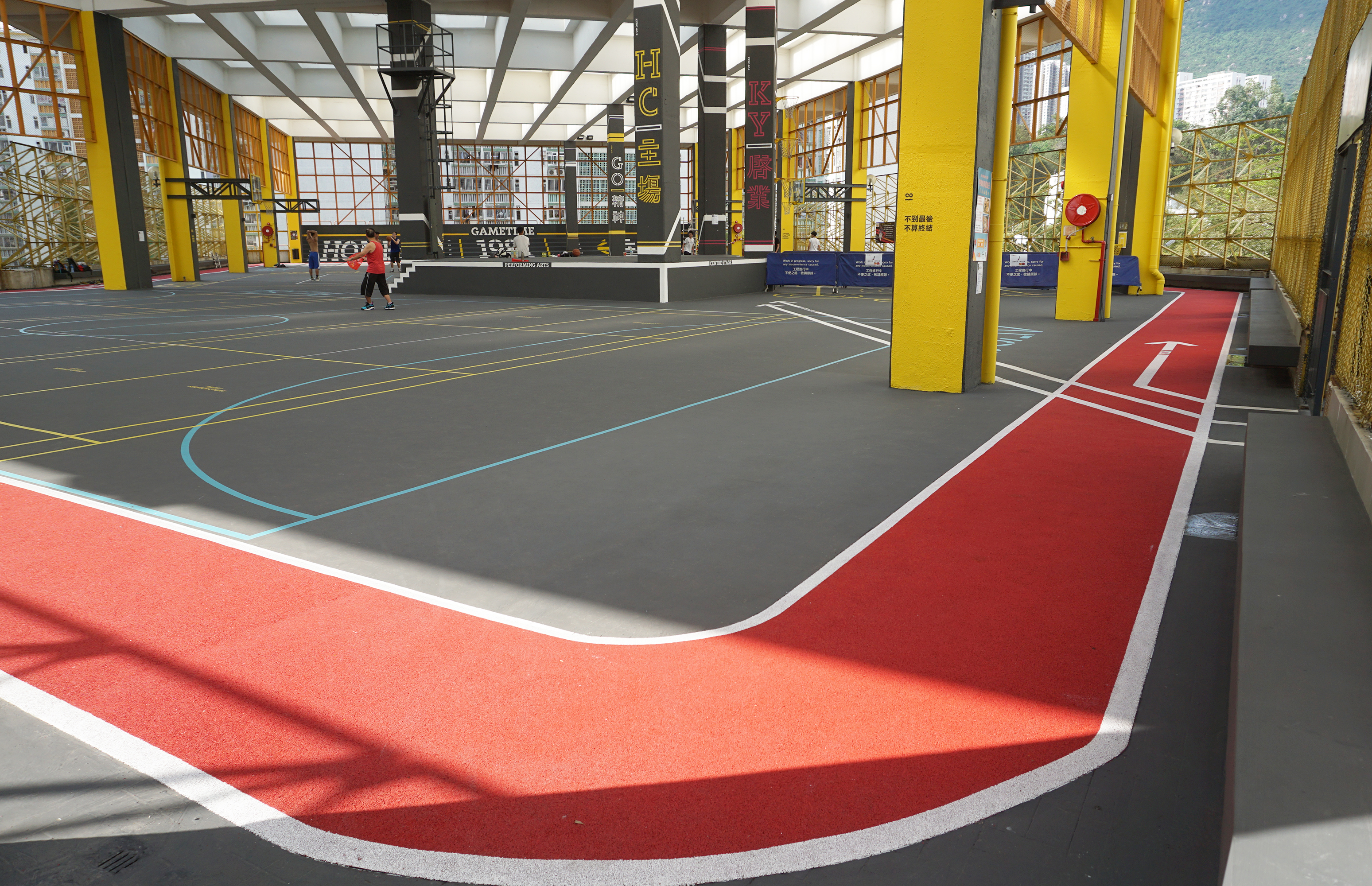
緩跑徑、足球／籃球及羽毛球場
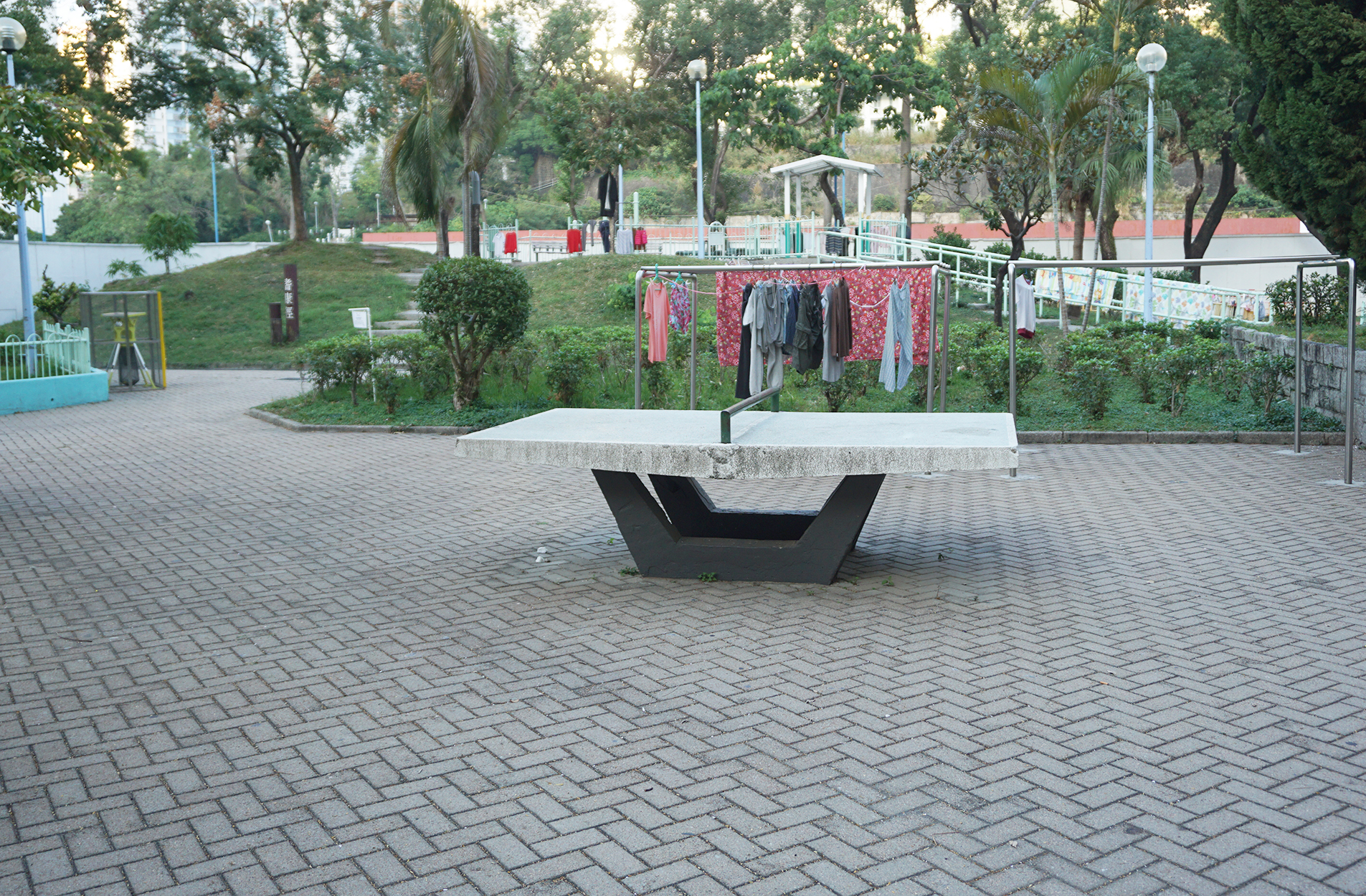
乒乓球桌、曬衣架及耆康徑
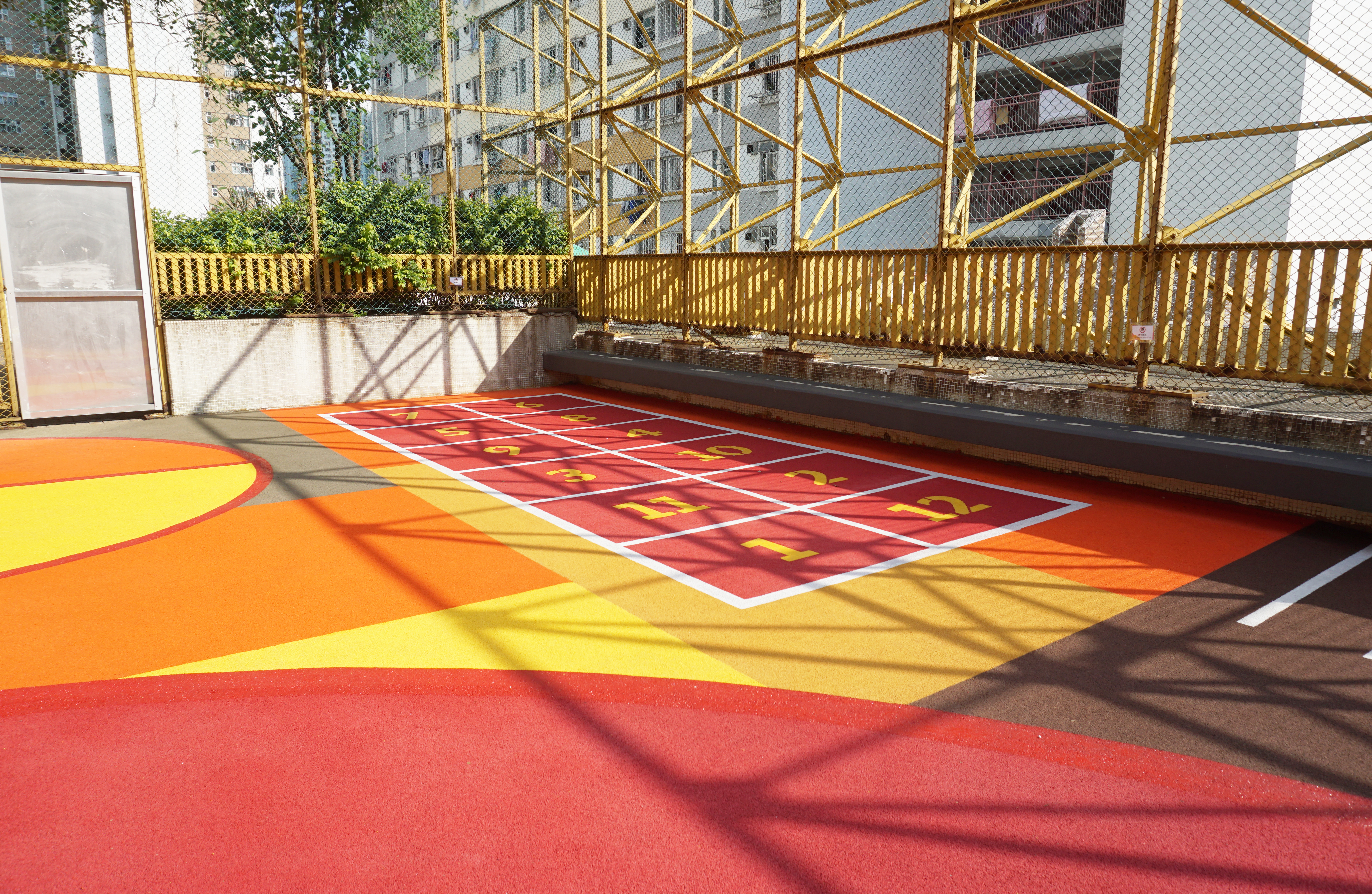
跳飛機
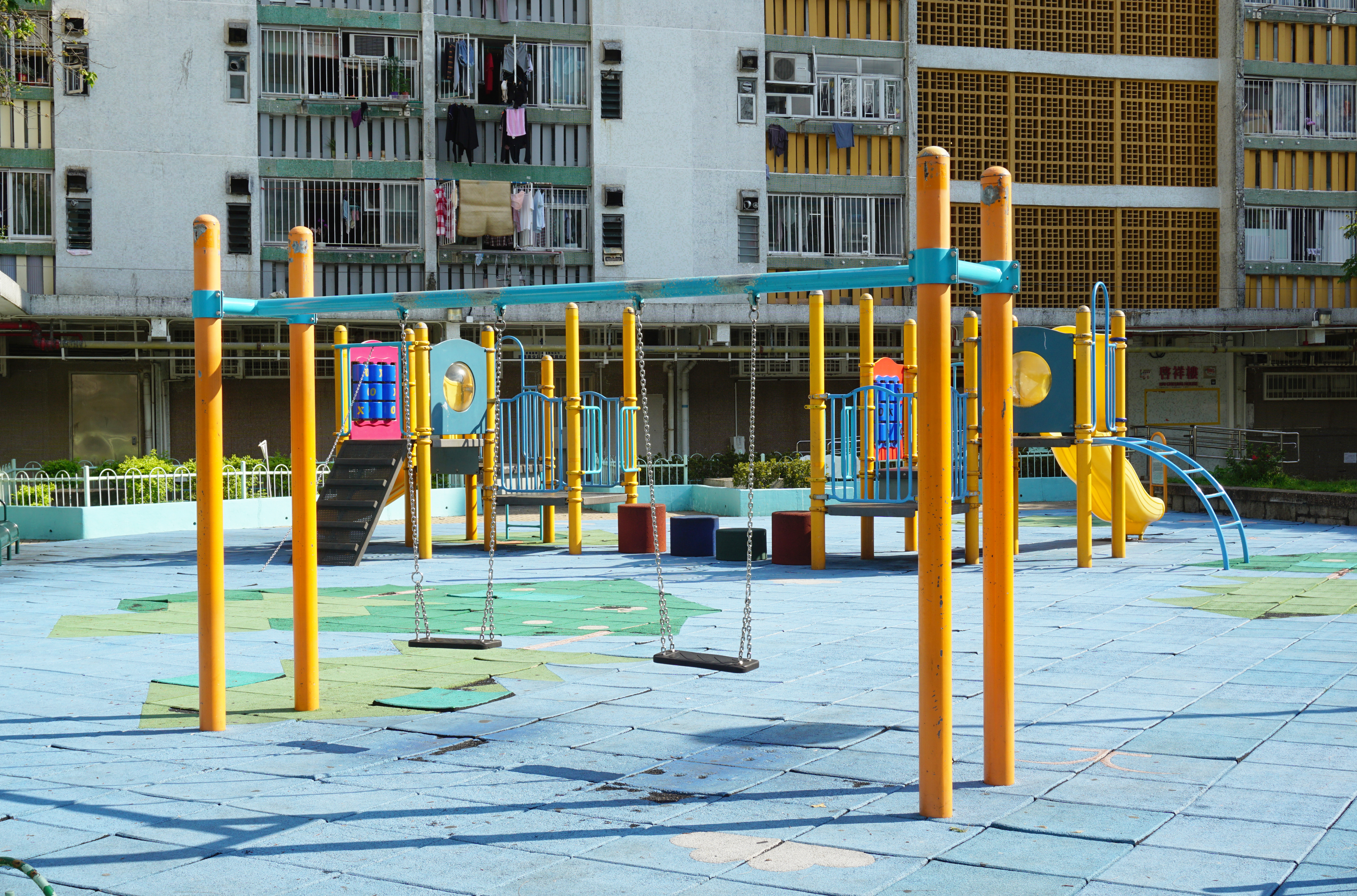
鞦韆及滑梯
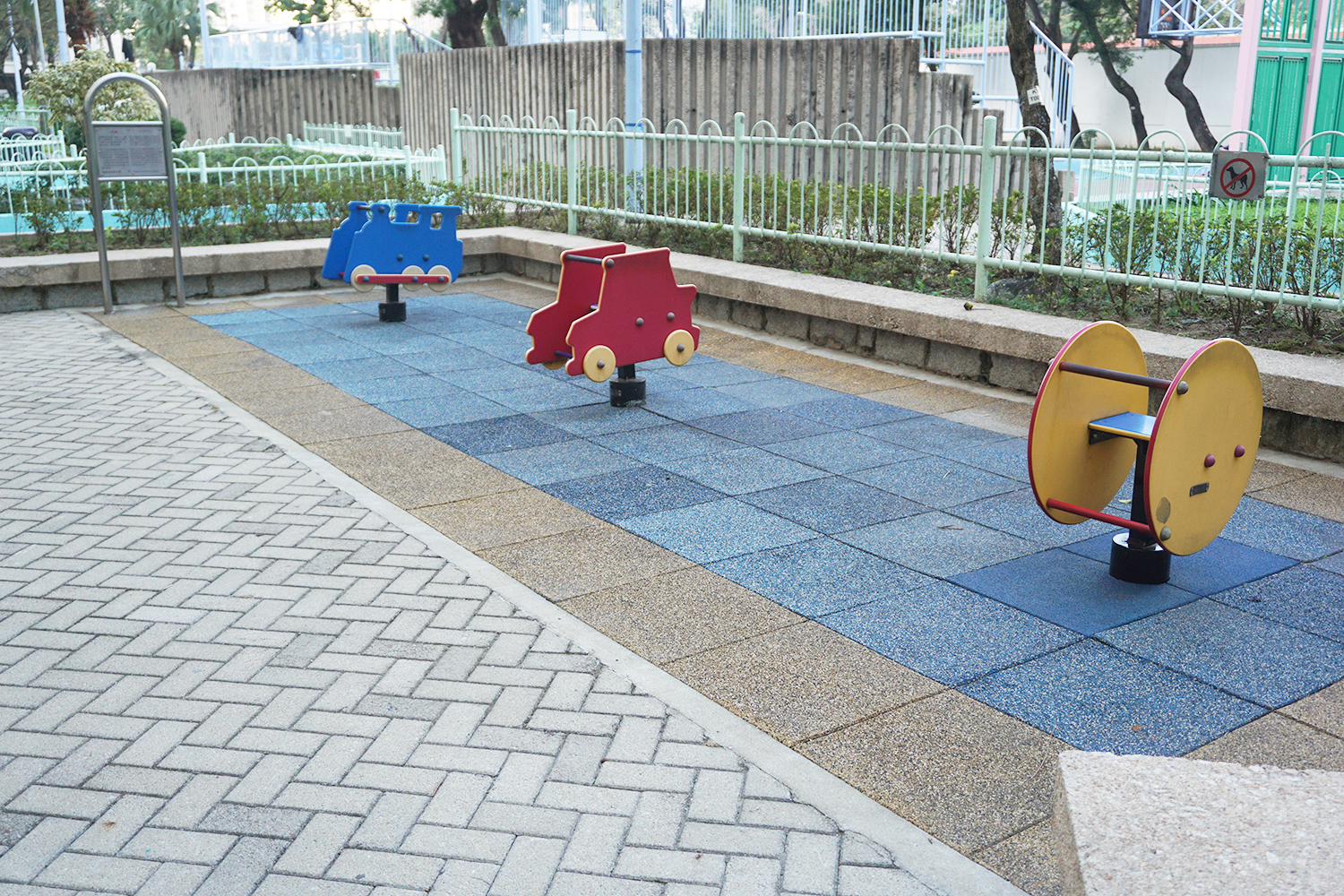
彈簧椅
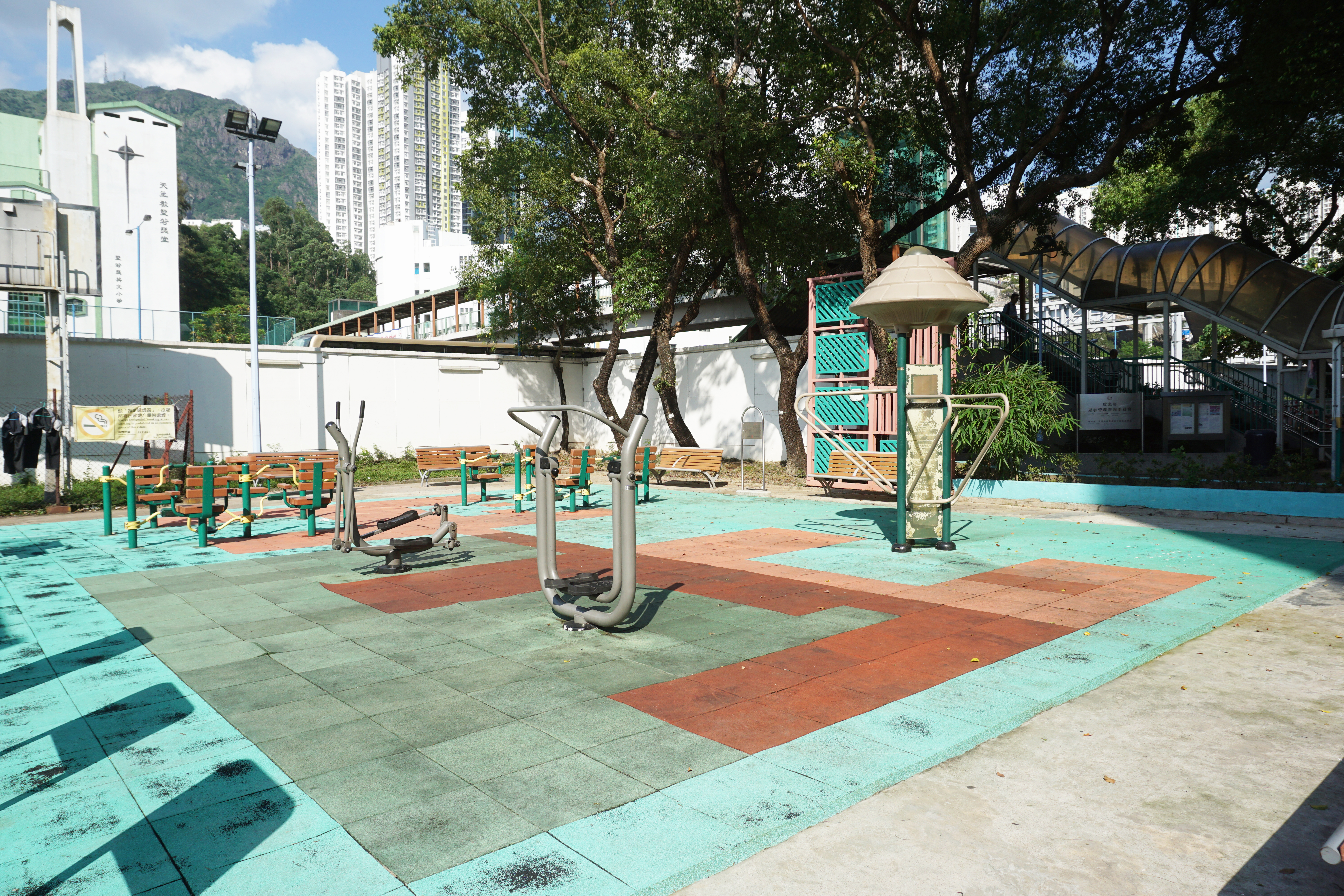
健體區
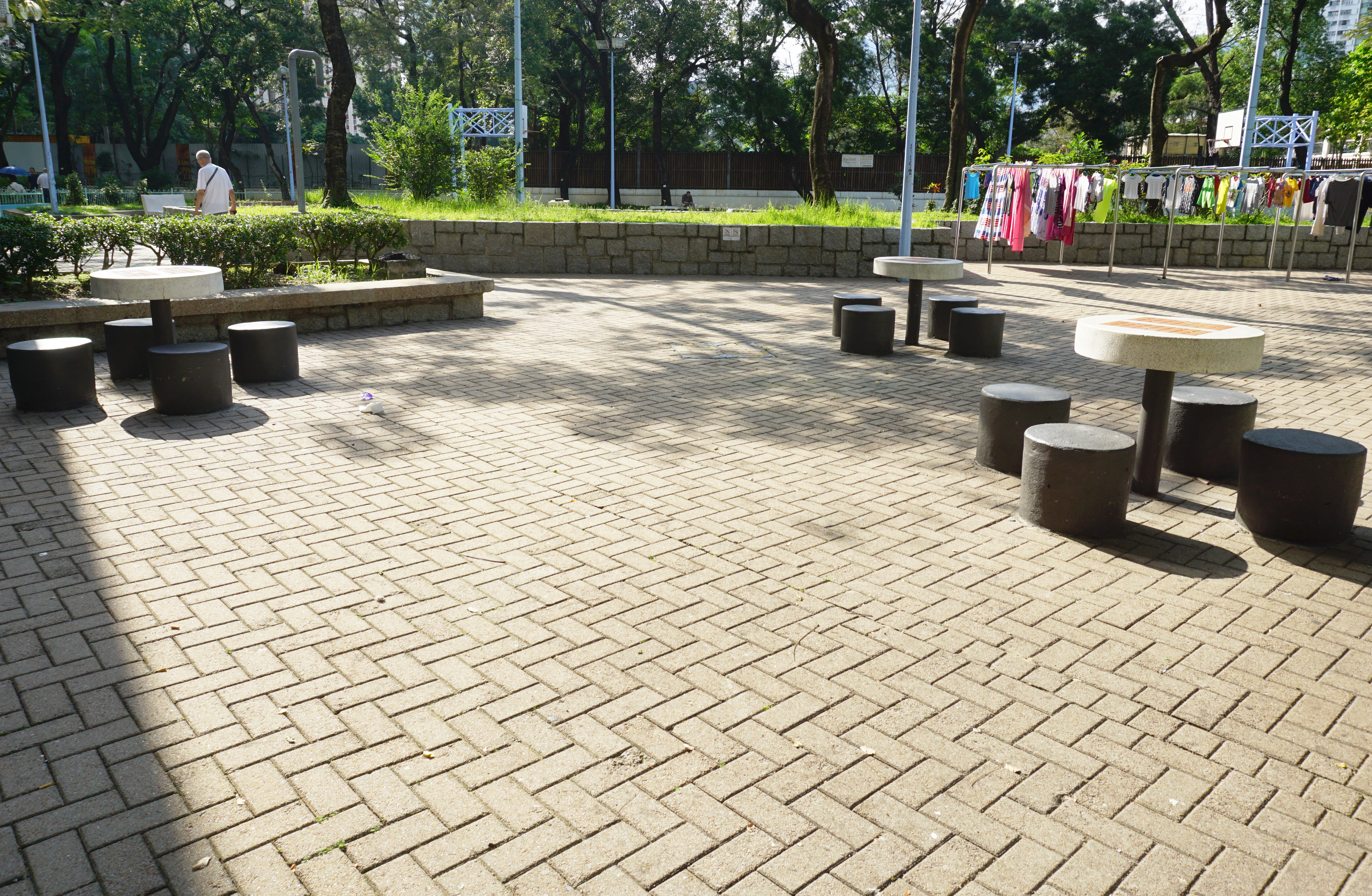
棋藝區
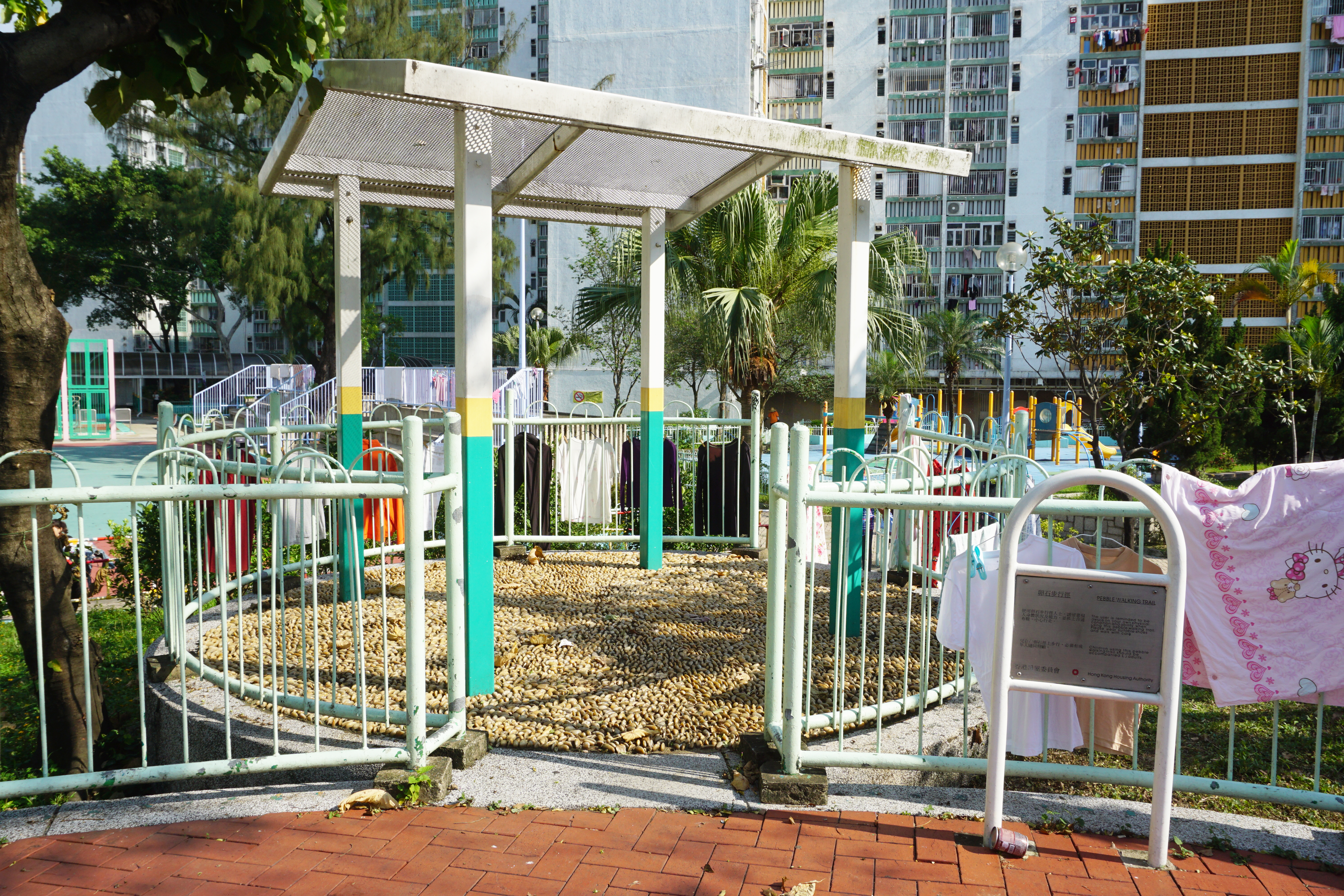
卵石路步行徑
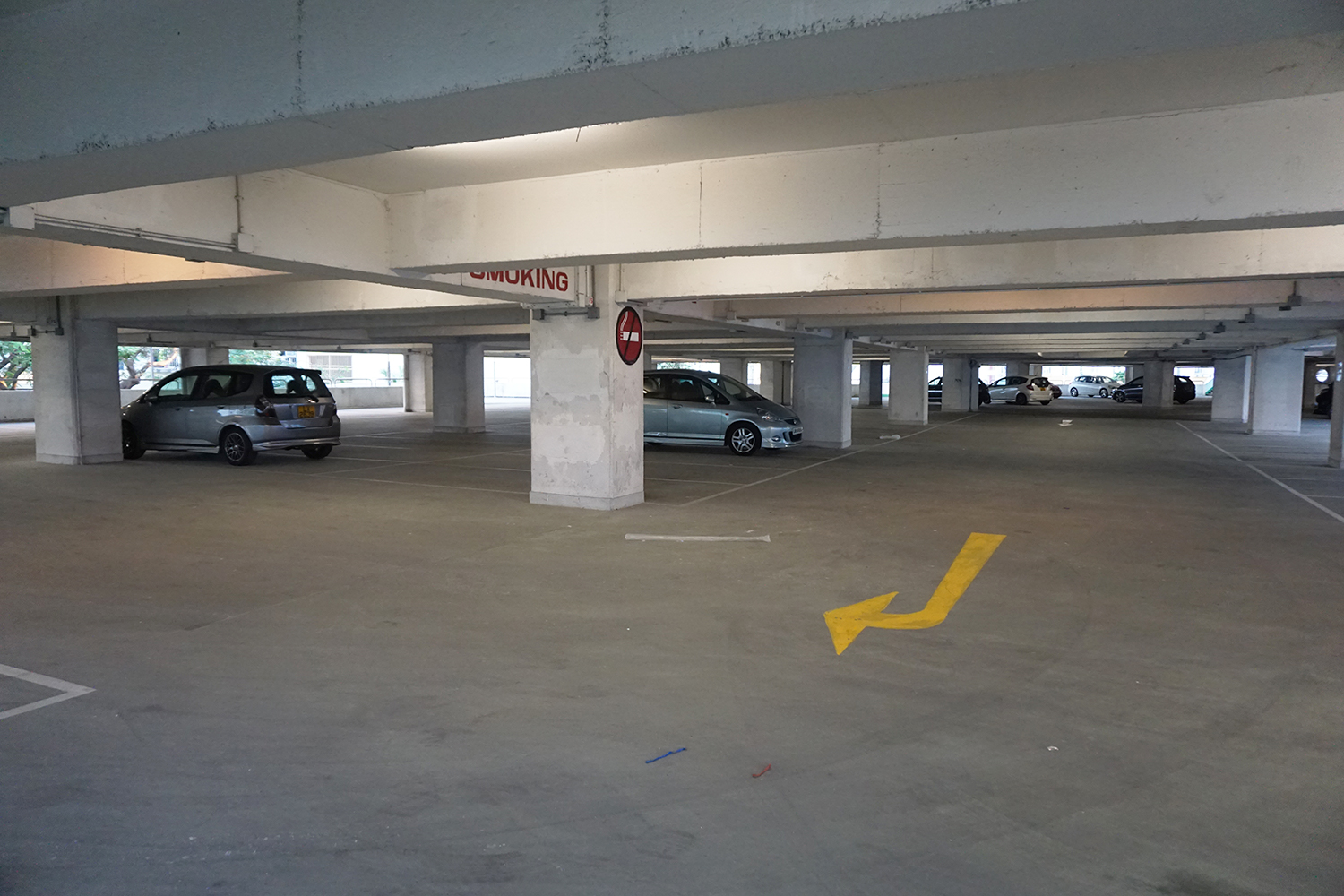
停車場

### 商場
啟業商場樓高3層，面積141,000呎。

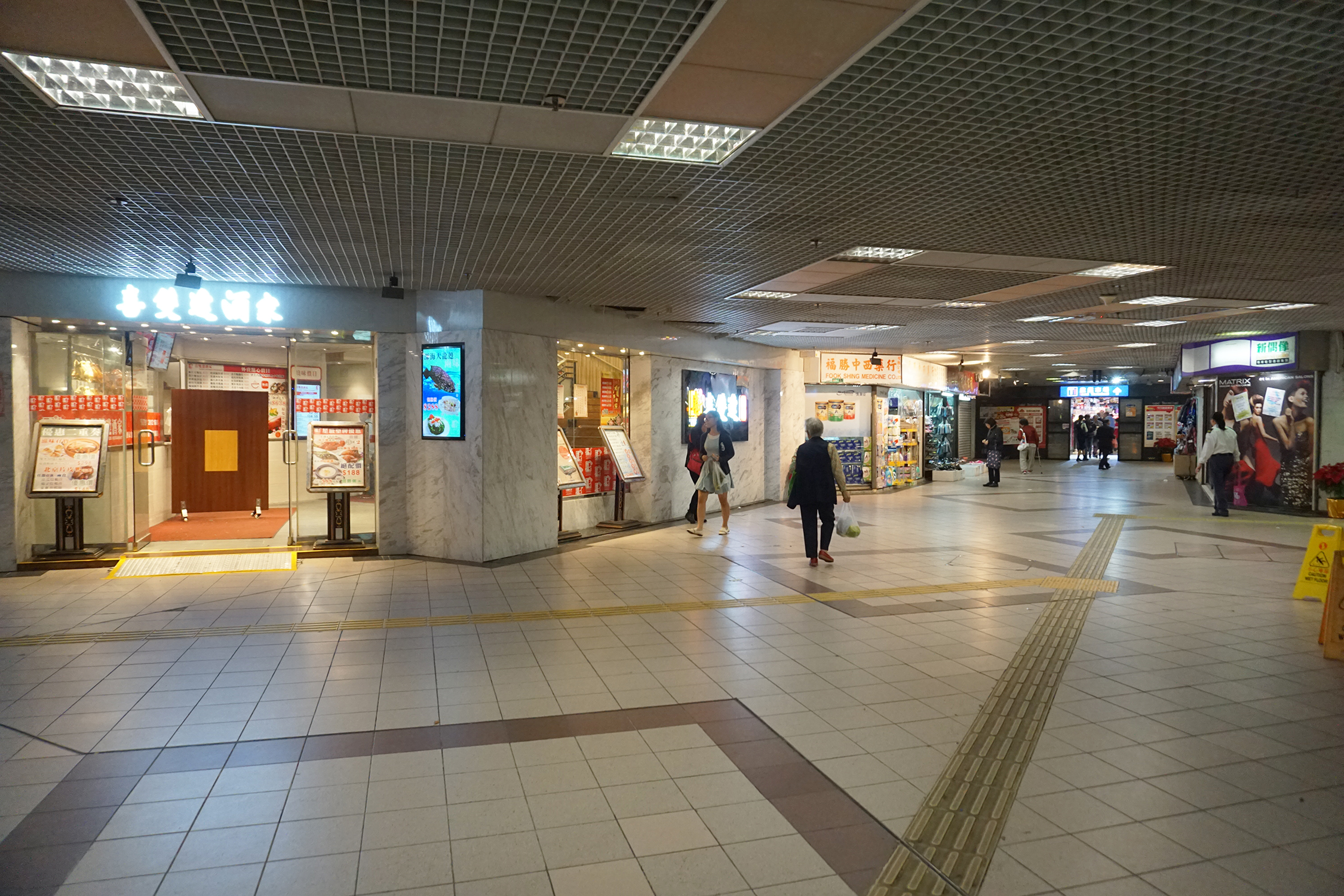
啟業商場翻新前之喜雙逢酒家

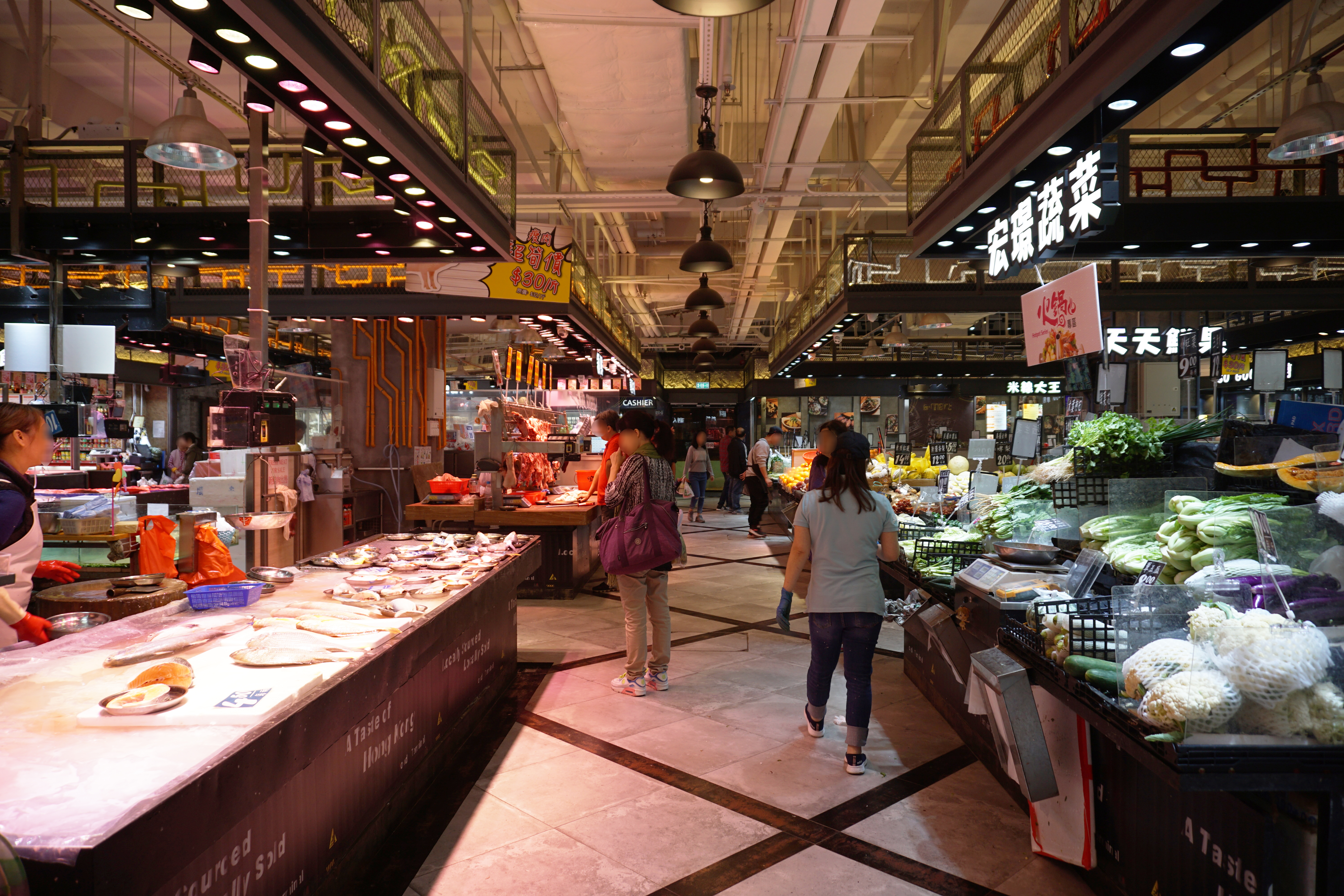
啟業街市翻新後改稱「啟業市場」

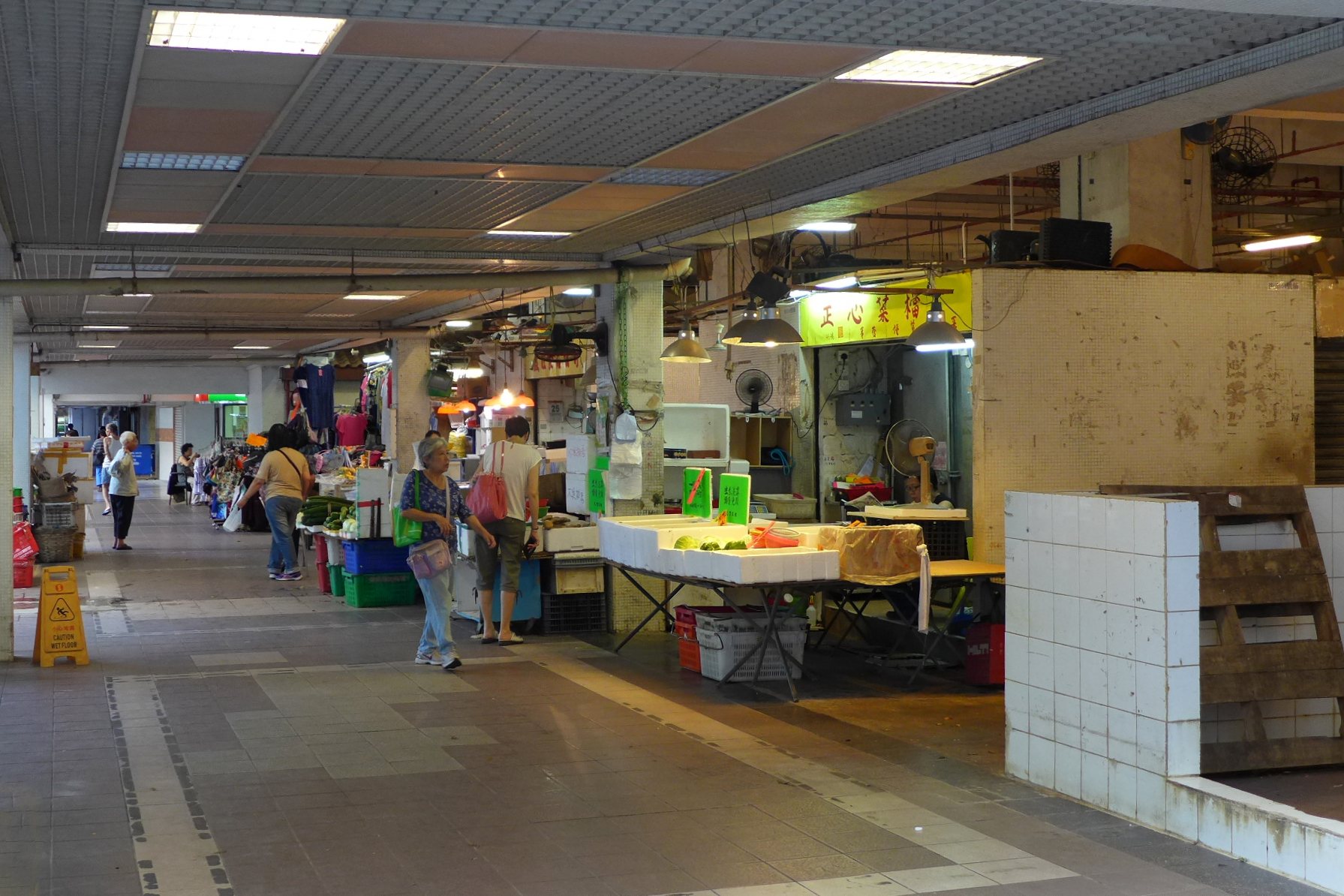
啟業街市翻新前採用開放式設計

翻新前地下設酒樓、U購Select（已結業）、7-11便利店、萬寧（已結業）、大昌食品市場（已結業）、大班麵包西餅（已結業）、啓聲琴行（已結業）、髮廊、教育中心（已結業）、集友銀行、日本城、藥房、文具店、茶餐廳、五金店及電器店、1樓設酒樓（已結業）及髮廊（已結業）。

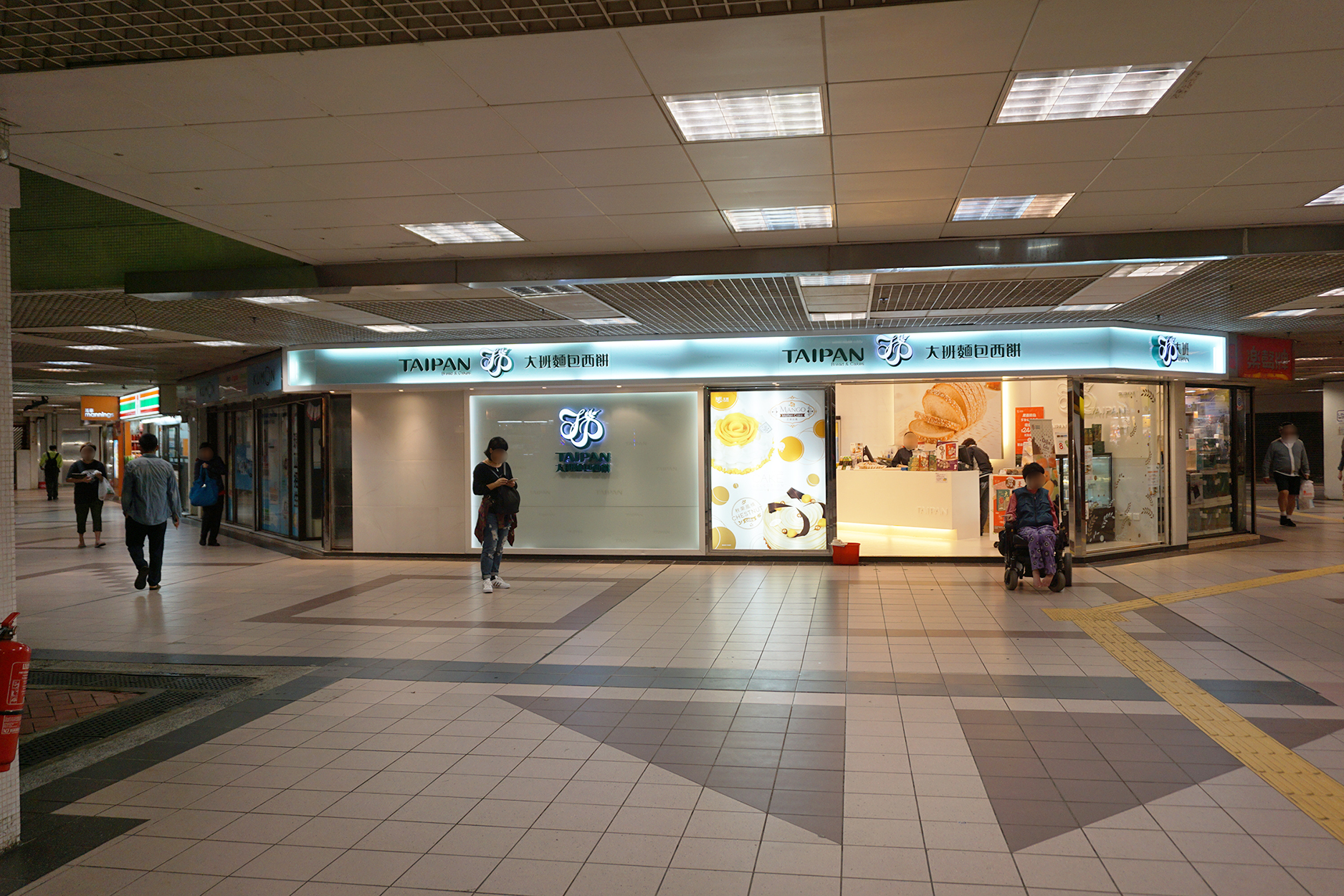
商場翻新前之大班麵包西餅分店

翻新後地下設酒樓、大生生活超市（原為U購Select）、7-11便利店、美心西餅、大家樂、魚米、必勝客外賣店、HKTV Mall、759阿信屋、忠記粥品、意樂餐廳、Chicken Factory、爭鮮、集友銀行、日本城、天然工房（原為凱施餅店）、中醫診所、髮廊、藥房、文具店、茶餐廳、五金店、電器店及安老院（地下至2樓）。
而啟業街市位於地面，翻新前採用開放式設計，不設空調。街市翻新後易名為「啟業市場」，英文名則改稱「Food Terminal」，於2017年6月3日開幕。近巴士站設三個冬菇亭。
2017年11月28日，領展房地產投資信託基金出售啟業商場予基滙資本及高盛合組的財團，交易已於2018年2月28日完成。其後基滙資本將商場納入「民坊」（People's Place），並以社區商場模式經營。

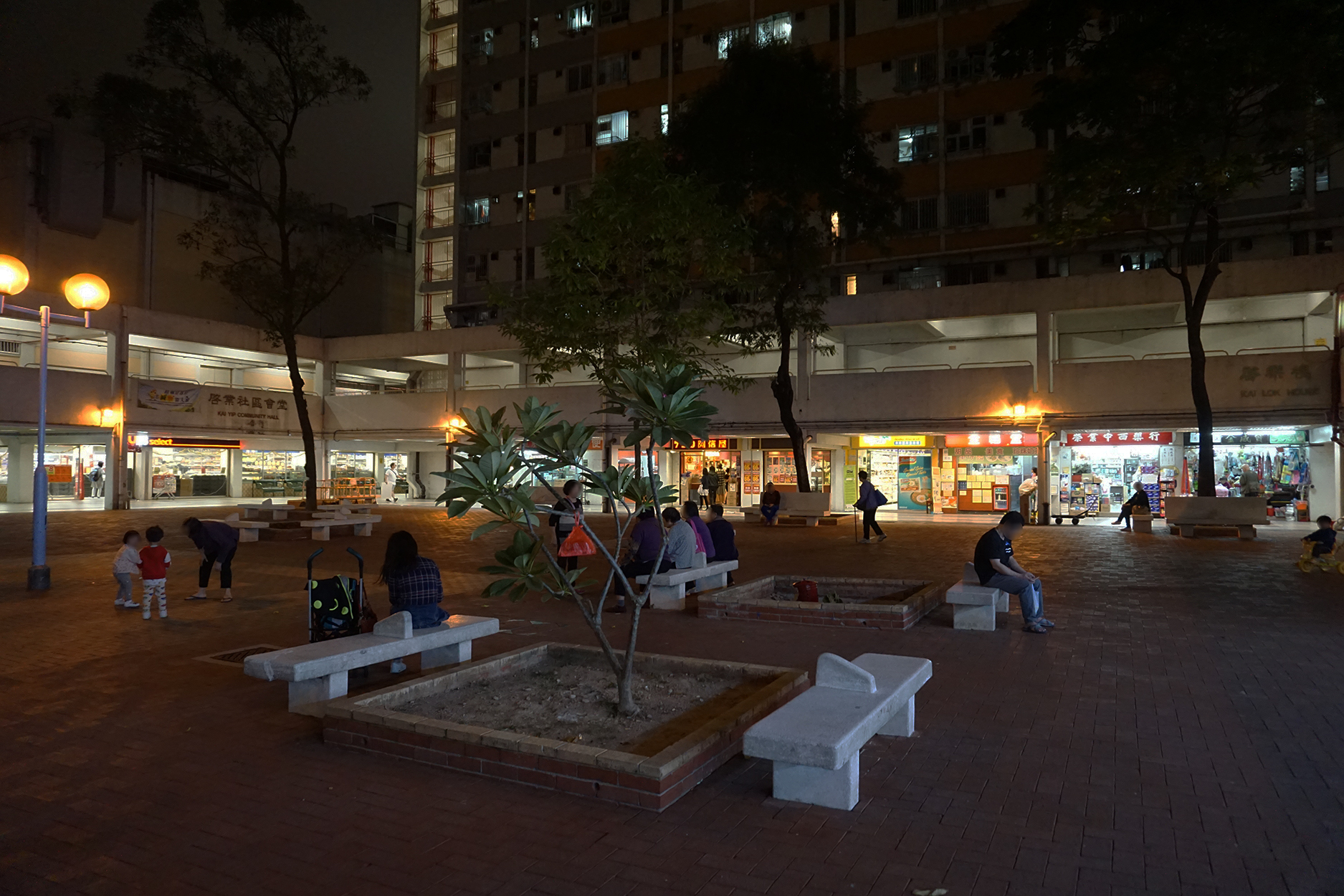
啟樂樓地舖
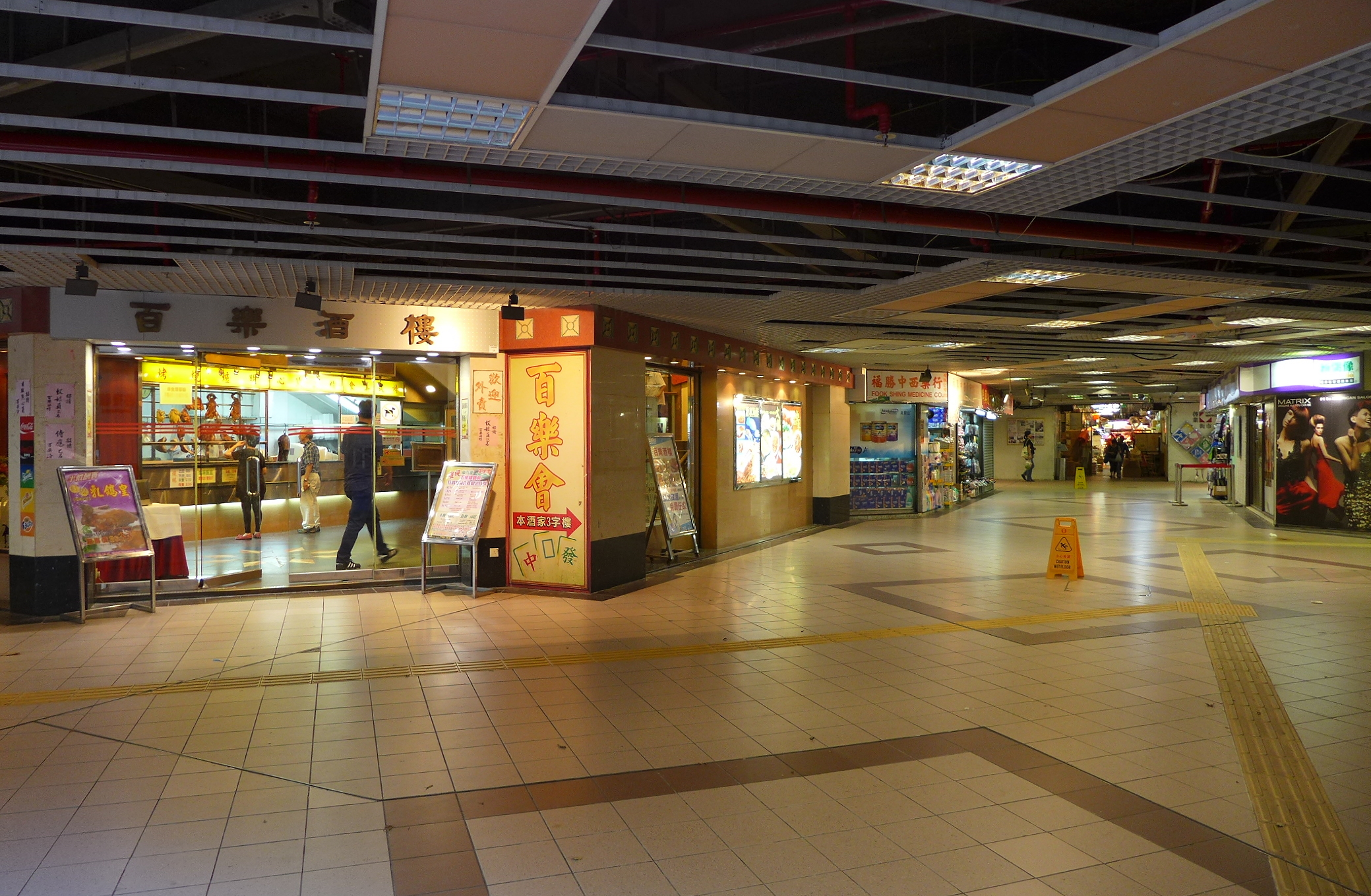
百樂酒樓（2016年）
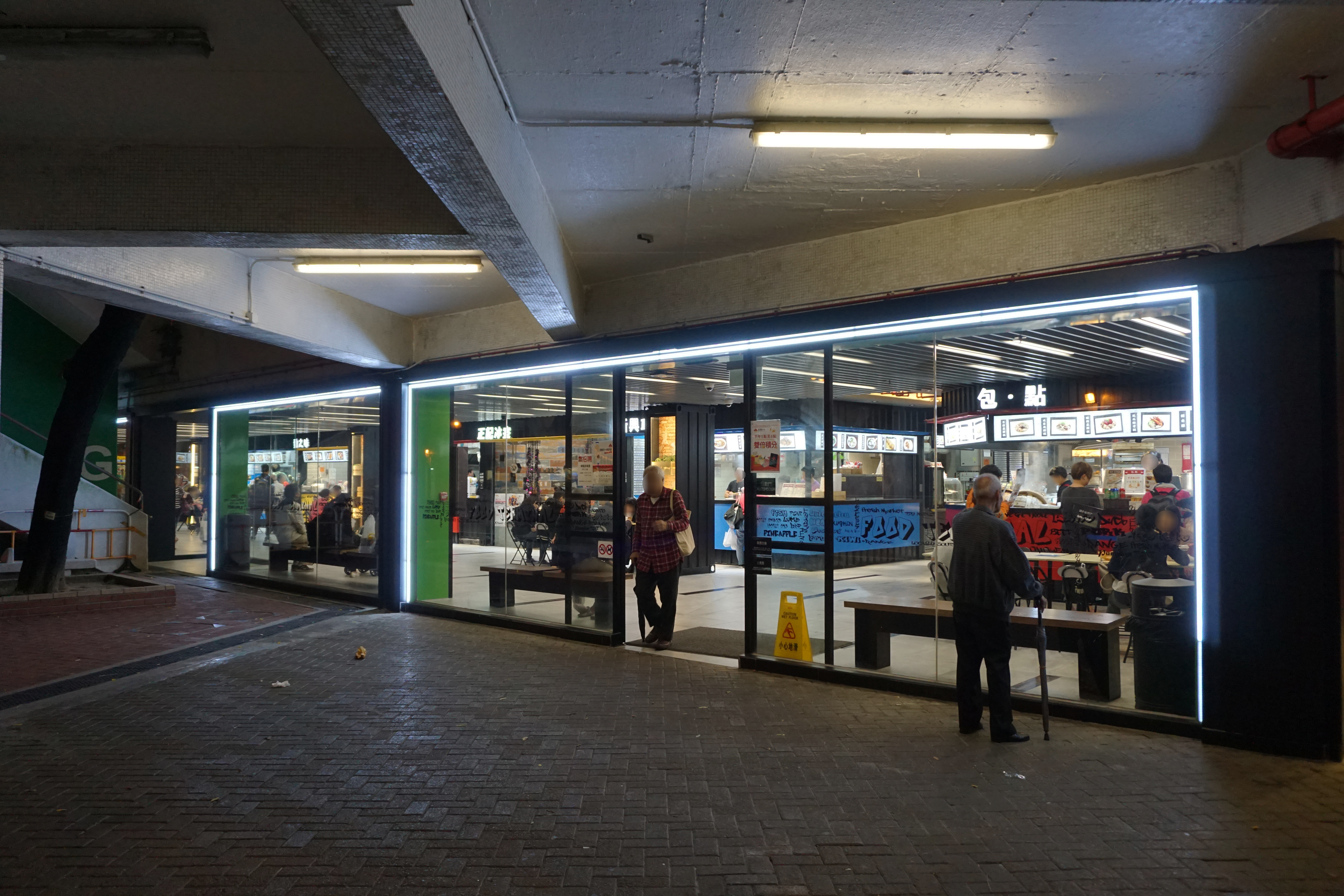
啟業市場小食街
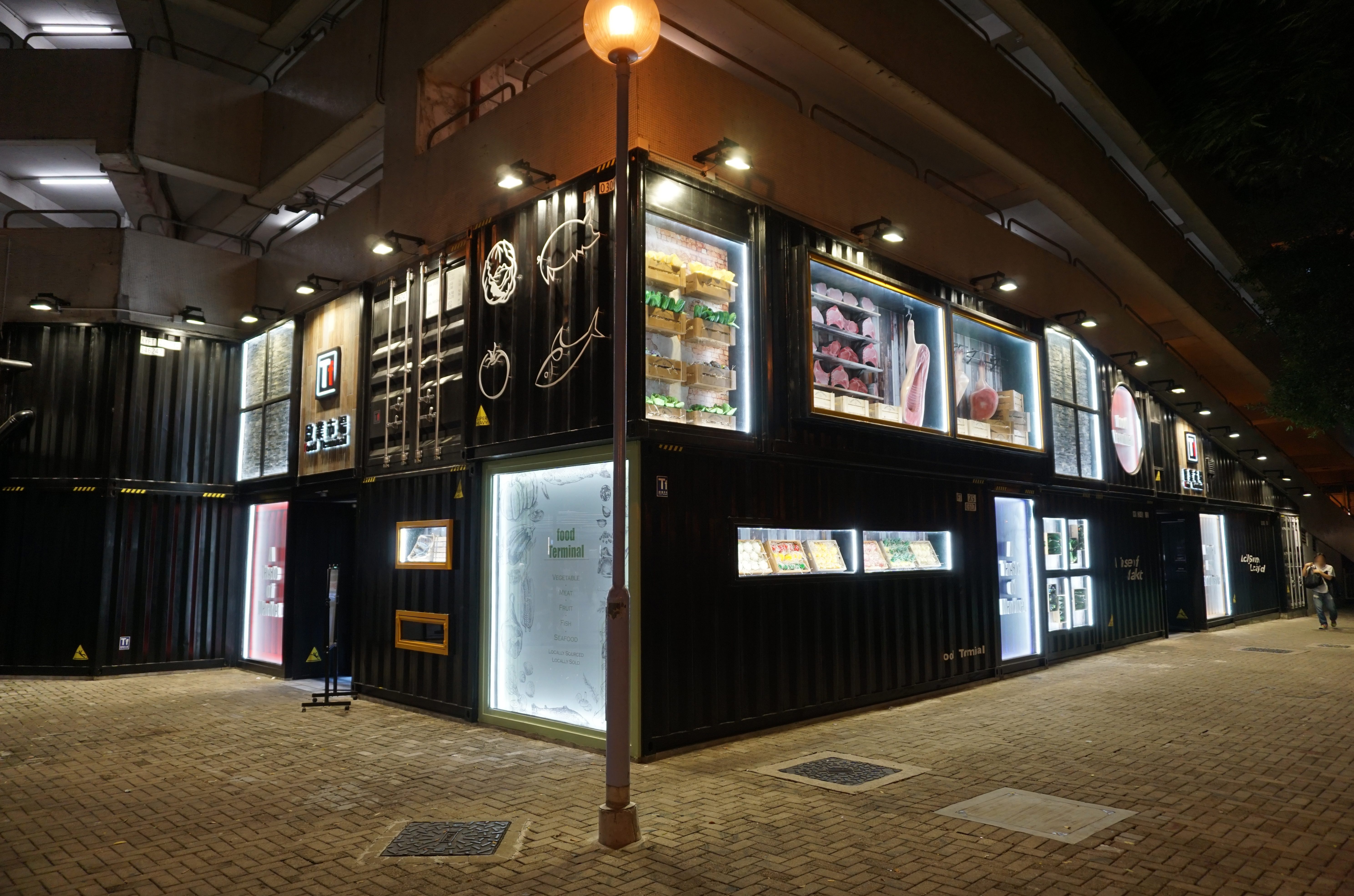
啟業市場外觀，以貨櫃為設計概念

### 教育及福利設施

#### 幼稚園
- 中華基督教會基華幼稚園（1981年創辦）（位於啟寧樓地下G1-G14室）
- 基督教香港信義會啟業幼兒學校（原名為粵南信義會腓力堂啟業幼兒學園，於1983年創辦）（位於啟寧樓地下15-18及24-27號）

#### 小學
- 九龍灣聖若翰天主教小學（1962年創辦，於2003年遷入；位於啟業道23號）

#### 中學
- 香港布廠商會朱石麟中學（1987年創辦）

#### 綜合家庭服務中心
- 社會福利署啟坪綜合家庭服務中心 （位於啟裕樓地下22-41室）

#### 綜合青少年服務中心
- 童軍知友社賽馬會啟業青少年服務中心（位於啟祥樓14-27號地下）

#### 長者鄰舍中心
- 耆康會何生長者鄰舍中心（1982年創辦, 前稱啟業長者鄰舍中心）（位於啟裕樓地下）

#### 安老院
- 耆康會啟業護理安老院（1982年創辦）（位於啟盛樓2樓）

## 知名住客
- 梁國雄：前香港香港立法會議員（新界東選區）、外號「長毛」，社民連內務副主席，現居住在啟裕樓[31]。
- 區諾軒：前香港香港立法會議員（香港島選區）、前南區區議會利東一選區議員、前民主黨成員，曾居於本邨。
- 莫儉榮：失明人士、前運動員，香港傷健共融網絡總幹事，曾居住啟寧樓424室，2022年12月參與房委會與無綫電視合作拍攝的《回家》特備節目，並返回該處探訪。

## 所屬區議會
啟業邨、啟泰苑均曾屬於觀塘區議會選舉分區中的啟業（J03）選區，在2023年的選舉改革被合併為觀塘西選區。而立法會地區直選中，則屬於九龍東選區。

### 當區歷屆議員
| 屆別                       | 議員     | 政治聯繫 | 政治聯繫 |
| -------------------------- | -------- | -------- | -------- |
| 1994年－1999年             | 歐玉霞   |          | 民協     |
| 2000年－2003年             | 歐玉霞   |          | 民主黨   |
| 2004年－2007年             | 歐玉霞   |          | 民主黨   |
| 2008年－2011年             | 施能熊   |          | 民建聯   |
| 2012年－2015年             | 施能熊   |          | 民建聯   |
| 2016年－2019年             | 歐陽均諾 |          | 民建聯   |
| 2020年1月1日－2021年7月8日 | 尹家謙   |          | 民主黨   |
| 2024年－2027年             | 譚肇卓   |          | 民建聯   |
| 2024年－2027年             | 李嘉恆   |          | 工聯會   |

- 歐玉霞：前觀塘區議會啟業選區區議員（任期1994年至2007年），民主黨成員，於任內逝世。
- 施能熊：前觀塘區議會啟業選區區議員（任期：2007年至2015年），民建聯成員
- 歐陽均諾：前觀塘區議會啟業選區區議員（任期：2015年至2019年），民建聯成員
- 尹家謙：前觀塘區議會啟業選區區議員（任期：2020年至2021年7月8日），民主黨成員兼中常委，於任內請辭。

## 外部連結
- 房委會啟業邨位置及資料（页面存档备份，存于）